# Compsistis
Compsistis é um gênero de traça pertencente à família Agonoxenidae.